# Mike Hartman
Michael Jay „Mike“ Hartman (* 7. Februar 1967 in Detroit, Michigan) ist ein ehemaliger US-amerikanischer Eishockeyspieler, der im Verlauf seiner aktiven Karriere zwischen 1984 und 2004 unter anderem 418 Spiele für die Buffalo Sabres, Winnipeg Jets, Tampa Bay Lightning und New York Rangers in der National Hockey League (NHL) auf der Position des linken Flügelstürmers bestritten hat. Hartman, der den Spielertyp des Enforcers verkörperte und mit den New York Rangers im Jahr 1994 den Stanley Cup gewann, verbrachte zudem einen signifikanten teil seiner aktiven Laufbahn in der American Hockey League (AHL), International Hockey League (IHL) und ECHL. wo er weitere 325 Partien für fünf verschiedene Teams absolvierte.

## Karriere
Hartman begann seine Karriere als Eishockeyspieler in der kanadischen Juniorenliga Ontario Hockey League (OHL), in der er von 1984 bis 1987 für die Belleville Bulls und North Bay Centennials aktiv war. In diesem Zeitraum wurde er im NHL Entry Draft 1986 in der siebten Runde als insgesamt 131. Spieler von den Buffalo Sabres aus der National Hockey League (NHL) ausgewählt, für die er gegen Ende der Saison 1986/87 sein Debüt im Profisport gab. In 17 Spielen erzielte er dabei drei Tore und gab ebenso viele Vorlagen. In den folgenden vier Jahren hatte der Flügelspieler einen Stammplatz im NHL-Kader der Buffalo Sabres, wobei er in der Saison 1987/88 einen Großteil der Spielzeit bei Buffalos Farmteam, den Rochester Americans, in der American Hockey League (AHL) verbrachte. 
Im Oktober 1991 wurde Hartman zusammen mit Darrin Shannon und Dean Kennedy im Tausch gegen Dave McLlwain, Gord Donnelly sowie ein Fünftrunden-Wahlrecht für den NHL Entry Draft 1992 an die Winnipeg Jets abgegeben. Auch in Winnipeg konnte der US-Amerikaner auf Anhieb überzeugen, sodass er im NHL Expansion Draft 1992 von den Tampa Bay Lightning ausgewählt wurde. Im neu gegründeten Team aus Florida blieb er jedoch nicht einmal eine ganze Spielzeit lang, ehe er im März 1993 kurz vor dem Ende der Trade Deadline für Randy Gilhen zu den New York Rangers transferiert wurde. Bei den Rangers konnte er sich in der Folgezeit nicht durchsetzen, obwohl er mit dem Team im Jahr 1994 den Stanley Cup gewann, und kam unter anderem in der durch einen Lockout verkürzten NHL-Saison 1994/95 nur zu einem NHL-Einsatz für die Rangers. Zudem stand er in dieser Spielzeit sieben Mal für die Detroit Vipers in der International Hockey League (IHL) auf dem Eis. Auch in der Spielzeit 1995/96 blieb er in der IHL und verbrachte die ganze Spielzeit bei den Orlando Solar Bears.
Ende September 1996 unterschrieb Hartman einen Vertrag als Free Agent bei der Colorado Avalanche, allerdings konnte er sich nicht für deren NHL-Team empfehlen und verbrachte die Saison 1996/97 bei Colorados AHL-Farmteam Hershey Bears. In der folgenden Spielzeit stand der Enforcer für die Charlotte Checkers in der East Coast Hockey League (ECHL) auf dem Eis. Dort konnte er sich mit 52 Scorerpunkten in 60 Spielen für ein Engagement bei den Kölner Haien empfehlen, für die er in der Saison 1998/99 in der Deutschen Eishockey Liga (DEL) in 43 Spielen sechs Tore erzielte und drei Vorlagen gab. Daraufhin kehrte er nach Charlotte zurück und spielte von 2000 bis 2004 sporadisch für die Checkers in der ECHL, ehe er im Alter von 37 Jahren seine Karriere beendete.

### International
Für die Vereinigten Staaten nahm Hartman an der Junioren-Weltmeisterschaft 1987 in der Tschechoslowakei sowie der Qualifikation zur Weltmeisterschaft 1999 im November 1998 im österreichischen Klagenfurt am Wörthersee teil. Während er bei der Junioren-Weltmeisterschaft mit dem vierten Rang knapp außerhalb der Medaillenränge landete, wurde die Qualifikation für die WM 1999 erfolgreich gemeistert. Mit dem Bestwert von sechs Scorerpunkten – und damit beteiligt an der Hälfte aller Treffer der US-Amerikaner – verbuchte er genauso viele Punkte wie sein Landsmann Neal Broten und der Österreicher Dieter Kalt.

## Erfolge und Auszeichnungen
- 1994 Stanley-Cup-Gewinn mit den New York Rangers
- 1997 Calder-Cup-Gewinn mit den Hershey Bears

## Karrierestatistik

### International
Vertrat die USA bei:
- Junioren-Weltmeisterschaft 1987
- Qualifikation zur Weltmeisterschaft 1999

(Legende zur Spielerstatistik: Sp oder GP = absolvierte Spiele; T oder G = erzielte Tore; V oder A = erzielte Assists; Pkt oder Pts = erzielte Scorerpunkte; SM oder PIM = erhaltene Strafminuten; +/− = Plus/Minus-Bilanz; PP = erzielte Überzahltore; SH = erzielte Unterzahltore; GW = erzielte Siegtore; 1 Play-downs/Relegation; Kursiv: Statistik nicht vollständig)